# 烏面立旗鯛
烏面立旗鯛，又稱單角馬夫魚，俗名黑面關刀，為輻鰭魚綱鱸形目蝴蝶魚科的其中一種。

## 分布
本魚分布於印度太平洋區，包括東非、亞丁灣、馬爾地夫、葛摩、模里西斯、塞席爾群島、印度、斯里蘭卡、馬來西亞、安達曼海、泰國、菲律賓、印尼、中國南海、東海、日本、台灣、越南、新幾內亞、所羅門群島、澳洲、馬里亞納群島、馬紹爾群島、密克羅尼西亞、帛琉、諾魯、斐濟群島、東加、吉里巴斯、吐瓦魯、萬納杜、法屬波里尼西亞、墨西哥、加拉巴哥群島、厄瓜多等海域。

## 深度
水深1至20公尺。

## 特徵
本魚體極為側扁，略呈三角形，體色為黑白相間；頭部前半部黑色，頭頂上與眼前方有小突起，背鰭第四硬棘延長，白色，其後之背鰭與尾鰭為黃色。背鰭硬棘11至12枚、軟條21至22枚；臀鰭硬棘3枚、軟條17至18枚。體長可達24公分。

## 生態
本魚幼魚出現在淺水域且單獨生活，成魚則會成對或小群群游於礁石邊緣，常以啄食其他魚體身上的寄生蟲為食，屬肉食性。

## 經濟利用
為觀賞性魚類，易於飼養，不供食用。